# تشونغجو (مدينة كوريا الجنوبية)
مدينة تشونغجو هي المدينة العاصمة لمقاطعة تشنغتشونغ الشمالية في كوريا الجنوبية. منذ 1 يوليوز 2014, تنقسم المدينة إلى أربعة أحياء («غو») وثلاثين حي سكني («دونغ»).

## التاريخ
تعتبر تشونغجو بلدة ريفية هامة وذلك منذ أقدم العصور.
خلال غزوات اليابان لكوريا، كانت تشونغجو موقع معركة تشونغجو، والتي استطاعت القوات الكورية فيها أن تستعيد المدينة في انتصار مهم ومبكر.
نقلت حكومة المقاطعة إلى تشونغجو من تشنغجو في سنة 1908.
أثار افتتاح خط تشنغبك في سنة 1926 التنمية الإقليمية. في سنة 1946 فصلت تشونغجو وتشونغوون غن، وفي سنة 1949 تشونغجو رفعت تشونغجو إلى رتبة مدينة. وبعد ذلك مرت بعملية فصل الدونغ ونقلها إلى تشونغوون غن ونأسيس فرعين للمكتب في الشرق والغرب في يوليو 1989 والذين رفعا إلى سانغدانغ غو وهنغدوك غو في يناير.

## التقسيم الإداري
- حي هنغدوك (بالهانغل: 흥덕구 | بالهانجا: 興德區).
- حي سانغدانغ (بالهانغل: 상당구 | بالهانجا: 上黨區).

## الممتلكات الثقافية
- سانغدانغسانسونغ (قلعة جبل سانغدانغ) تقع على حدود المدينة عند سفح جبل ووام. ارتفاع السور من 3 إلى 4 متر ويمتد لمسافة 4.2 كيلو متر. السور الحالي يعود لعملية الاسترجاع التي حصلت في سنة 1716. وتضم القلعة حالياً قرية صغيرة للسياح بها العديد من المطاعم.
- متحف تشونغجو الوطني بالقرب من نفس الجبل. ويضم العديد من التحف الحضارية من المناطق القريبة.
- معبد هنغدوك ويضم متحف المطبوعات القديمة وهو المكان الذي طبعت فيه جكجي، وهو أقدم كتاب طبع باستخدام الطابعة المعدنية المتحركة. يحتوي المتحف أيضاً على معروضات حول تاريخ الطباعة عبر العصور.
- يونغدساجي تشولدانغان (سارية العلم الحديدية لمعبد يونغدو) وهي الكنز الكوري الوطني رقم 41 ويقع بالقرب من متجر لوتي في وسط المدينة. صنعت السارية من عشرين أسطوانة حديدية بارتفاع 13.1 متر وكانت تستخدم لوضع أعلام تكرم بوذا.

## النقل
يقدم مطار تشونغجو رحلات مجدولة إلى كوريا والصين. تقع محطة القطار الرئيسية في أغنجانغ 8 كيلو متر تقريباً عن دار البلدية. تقع المحطة على خط تشنغبك.

## التعليم
تضم المدينة العديد من منشآت التعليم فوق الثانوي وهي:
- جامعة تشونغجو الوطنية للتعليم.
- جامعة تشونغجو.
- جامعة تشنغبك الوطنية.
- جامعة تشنغ تشونغ.
- أكاديمة سلاح الجو الكورية.
- جامعة كوريا الوطنية للتعليم.
- جامعة سوون.

## الجغرافية
يجري نهر غم في المركز الأيمن من المدينة. بالإضافة إلى ذلك فإن روافد مسم وميهو تجري سوياً في الجزء الشمالي من المدينة. تقع بالمدينة العديد من الجبال في الغرب والشرق.

### المناخ
| البيانات المناخية لـتشونغجو (1981–2010) | البيانات المناخية لـتشونغجو (1981–2010) | البيانات المناخية لـتشونغجو (1981–2010) | البيانات المناخية لـتشونغجو (1981–2010) | البيانات المناخية لـتشونغجو (1981–2010) | البيانات المناخية لـتشونغجو (1981–2010) | البيانات المناخية لـتشونغجو (1981–2010) | البيانات المناخية لـتشونغجو (1981–2010) | البيانات المناخية لـتشونغجو (1981–2010) | البيانات المناخية لـتشونغجو (1981–2010) | البيانات المناخية لـتشونغجو (1981–2010) | البيانات المناخية لـتشونغجو (1981–2010) | البيانات المناخية لـتشونغجو (1981–2010) | البيانات المناخية لـتشونغجو (1981–2010) |
| الشهر                                   | يناير                                   | فبراير                                  | مارس                                    | أبريل                                   | مايو                                    | يونيو                                   | يوليو                                   | أغسطس                                   | سبتمبر                                  | أكتوبر                                  | نوفمبر                                  | ديسمبر                                  | المعدل السنوي                           |
| --------------------------------------- | --------------------------------------- | --------------------------------------- | --------------------------------------- | --------------------------------------- | --------------------------------------- | --------------------------------------- | --------------------------------------- | --------------------------------------- | --------------------------------------- | --------------------------------------- | --------------------------------------- | --------------------------------------- | --------------------------------------- |
| متوسط درجة الحرارة الكبرى °م (°ف)       | 2.9 (37.2)                              | 6.0 (42.8)                              | 11.9 (53.4)                             | 19.5 (67.1)                             | 24.4 (75.9)                             | 27.9 (82.2)                             | 29.8 (85.6)                             | 30.5 (86.9)                             | 26.3 (79.3)                             | 20.7 (69.3)                             | 12.7 (54.9)                             | 5.6 (42.1)                              | 18.2 (64.8)                             |
| المتوسط اليومي °م (°ف)                  | −2.4 (27.7)                             | 0.3 (32.5)                              | 5.7 (42.3)                              | 12.6 (54.7)                             | 18.1 (64.6)                             | 22.5 (72.5)                             | 25.4 (77.7)                             | 25.8 (78.4)                             | 20.7 (69.3)                             | 14.0 (57.2)                             | 6.7 (44.1)                              | 0.3 (32.5)                              | 12.5 (54.5)                             |
| متوسط درجة الحرارة الصغرى °م (°ف)       | −6.9 (19.6)                             | −4.6 (23.7)                             | 0.2 (32.4)                              | 6.1 (43.0)                              | 12.3 (54.1)                             | 17.6 (63.7)                             | 21.8 (71.2)                             | 22.0 (71.6)                             | 16.2 (61.2)                             | 8.5 (47.3)                              | 1.7 (35.1)                              | −4.3 (24.3)                             | 7.6 (45.7)                              |
| الهطول مم (إنش)                         | 25.5 (1.00)                             | 29.4 (1.16)                             | 48.2 (1.90)                             | 66.6 (2.62)                             | 88.3 (3.48)                             | 144.1 (5.67)                            | 282.7 (11.13)                           | 285.1 (11.22)                           | 147.1 (5.79)                            | 50.1 (1.97)                             | 46.7 (1.84)                             | 25.3 (1.00)                             | 1٬239٫1 (48.78)                         |
| متوسط أيام هطول الأمطار (≥ 0.1 mm)      | 8.0                                     | 7.0                                     | 8.8                                     | 7.9                                     | 8.5                                     | 9.6                                     | 15.9                                    | 14.1                                    | 9.1                                     | 6.5                                     | 8.6                                     | 9.1                                     | 113.1                                   |
| متوسط الرطوبة النسبية (%)               | 67.2                                    | 63.3                                    | 60.3                                    | 56.6                                    | 61.5                                    | 68.0                                    | 76.4                                    | 76.1                                    | 74.2                                    | 70.4                                    | 69.1                                    | 69.1                                    | 67.7                                    |
| ساعات سطوع الشمس الشهرية                | 164.0                                   | 171.1                                   | 200.2                                   | 222.7                                   | 234.1                                   | 195.5                                   | 153.1                                   | 178.3                                   | 177.5                                   | 200.0                                   | 158.2                                   | 158.0                                   | 2٬212٫6                                 |
| المصدر: إدارة الأرصاد الجوية الكورية    |                                         |                                         |                                         |                                         |                                         |                                         |                                         |                                         |                                         |                                         |                                         |                                         |                                         |

## البلدات التوأمة والمدن الشقيقة
| المدينة  | الدولة           | السنة |
| -------- | ---------------- | ----- |
| توتوري   | اليابان          | 1991  |
| ووهان    | الصين            | 2000  |
| بيلينغام | الولايات المتحدة | 2008  |

## وصلات خارجية
- الموقع الرئيسي للمدينة نسخة محفوظة 22 يوليو 2012 على موقع واي باك مشين..
- تشونغجو: دليل للأجانب.